# Relations entre la Côte d'Ivoire et les États-Unis
Les relations ivoiro-américaines sont les  relations bilatérales entre les États-Unis et la Côte d'Ivoire.
Les relations de la Côte d'Ivoire avec les États-Unis sont cordiales, même si elles sont moins rapprochées qu'avec la France, l'ancienne puissance coloniale. Au milieu des années 80, la Côte d'Ivoire soutenait fidèlement les États-Unis à l'assemblée générale de l'ONU. Elle a largement soutenu les États-Unis sur les questions du Tchad, du Sahara occidental, de l'Afrique du Sud et d'Israël. Le secrétaire d'État des États-Unis George Shultz s'est rendu à Abidjan en 1986, à la suite de la visite du président ivoirien Félix Houphouët-Boigny à Washington DC en 1983.
Les États-Unis continuent d'être le principal partenaire de la Côte d'Ivoire, après la France.
Pendant la guerre froide, les décideurs étrangers ont continué à rappeler que la Côte d'Ivoire était un exemple de la réussite du capitalisme, alors que la Côte d'Ivoire avait une augmentation de la dette extérieure incontrôlable. Tout en appréciant l'image des États-Unis, Félix Houphouët-Boigny les a indirectement critiqué en attaquant le système du commerce international, pour lui responsable des problèmes économiques du pays.
Les forces armées américaines déployées en Afrique commandées par le commandement des États-Unis pour l'Afrique (Africom) perdent le droit d'utilisation de différentes bases au cours des années 2023-2024 (au Tchad et au Niger). Par conséquent, l'Africom demande au président Alassane Ouattara l'ouverture d'une base sur le territoire ivoirien,.